# Telebasis farcimentum
Telebasis farcimentum là một loài chuồn chuồn kim trong họ Coenagrionidae.
Telebasis farcimentum được miêu tả khoa học năm 2009 bởi Garrison.